# Birkirkara
Birkirkara – jedna z jednostek administracyjnych na Malcie, zamieszkana przez 22 247 osób. Znajduje się tu browar Simonds Farsons Cisk oraz centrum biznesowe The Quad Business Centre.

## Zabytki
- Bazylika św. Heleny z 1782 roku, barokowa
- Kościół Matki Bożej – renesansowy kościół z 1679 roku
- Ta’ Xindi Farmhouse
- Wieża Birkirkara z XVI wieku
- Wieża Tal-Wejter z XVII wieku
- Villa Lauri, neoklasycystyczna willa z 1945 roku
- Akwedukt Wignacourta
- Łuk Wignacourta – łuk triumfalny / historyczna brama (rekonstrukcja)

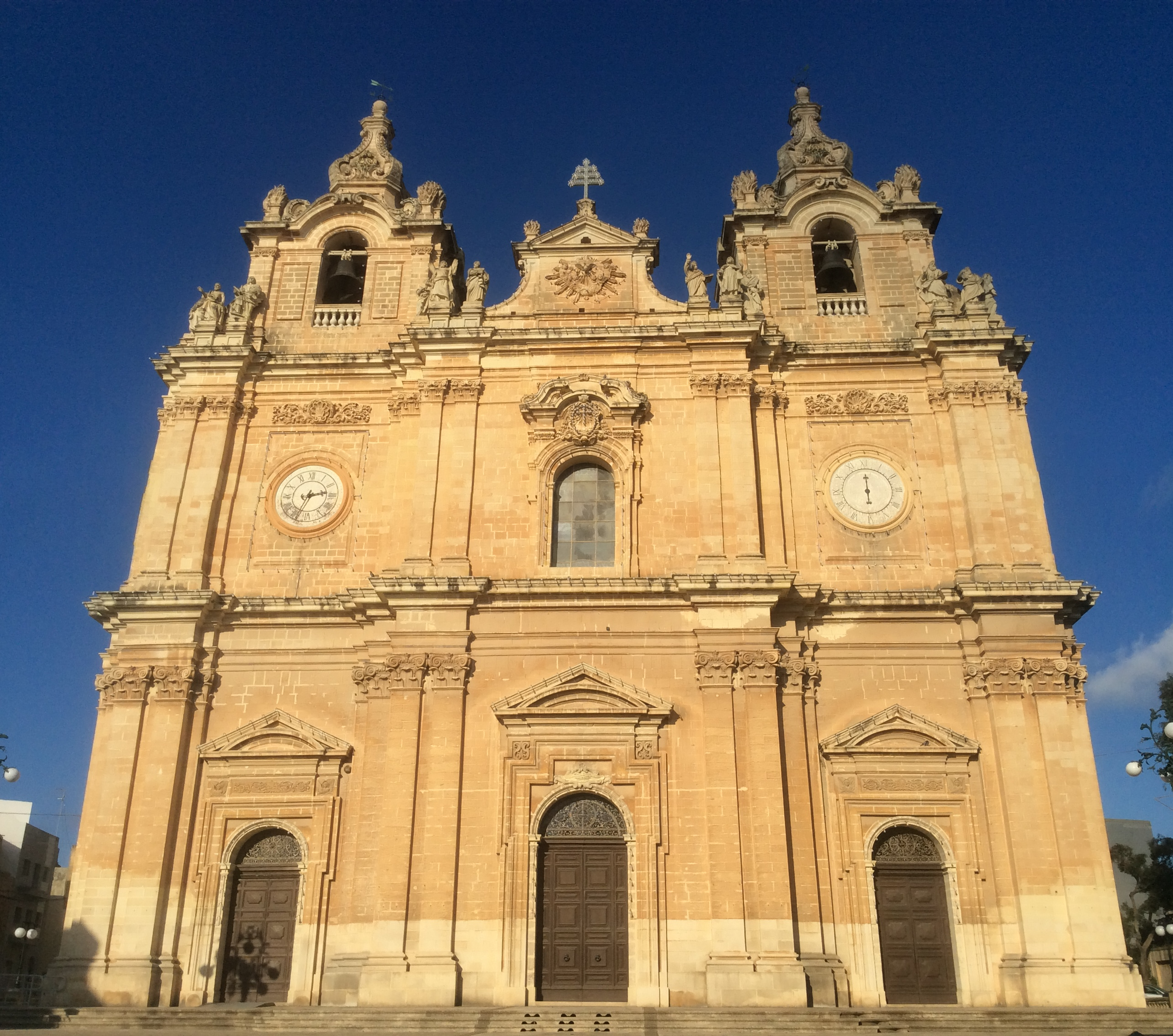
Bazylika św. Heleny
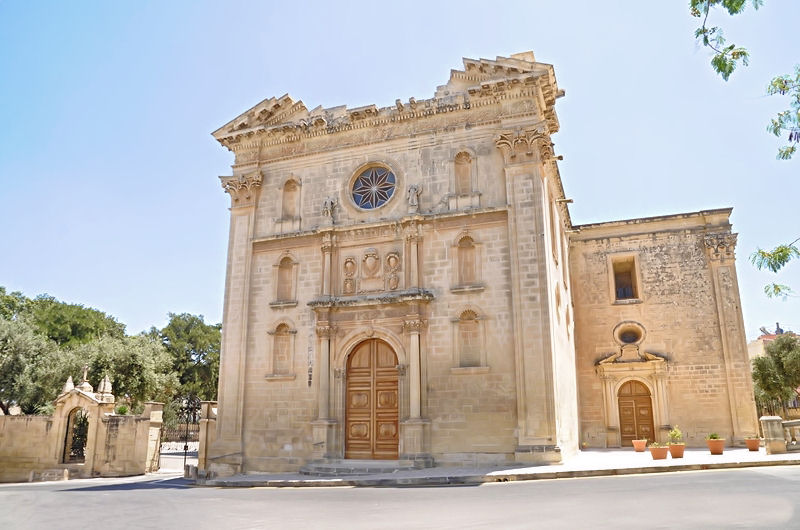
Kościół Matki Bożej
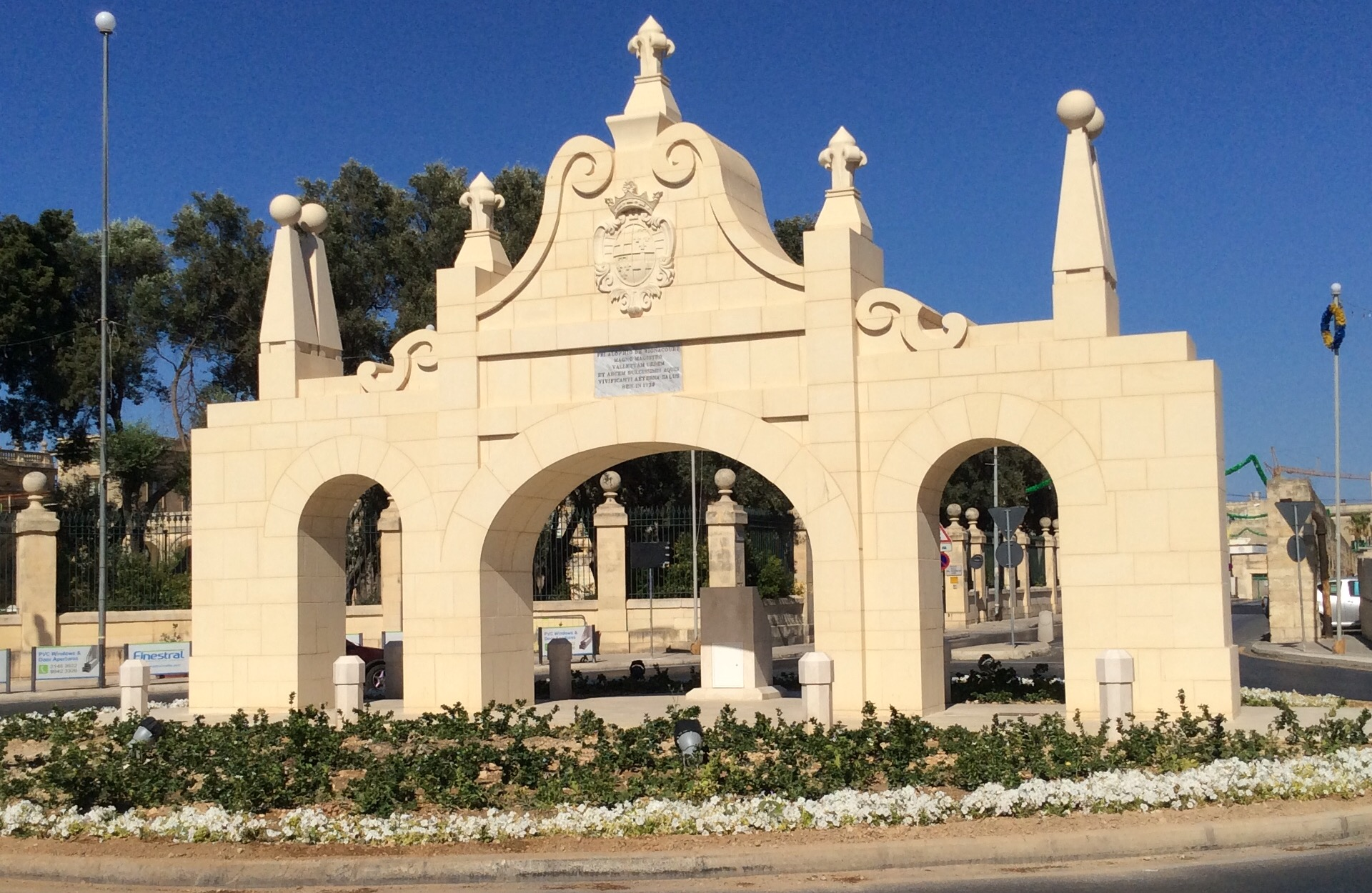
Łuk Wignacourta
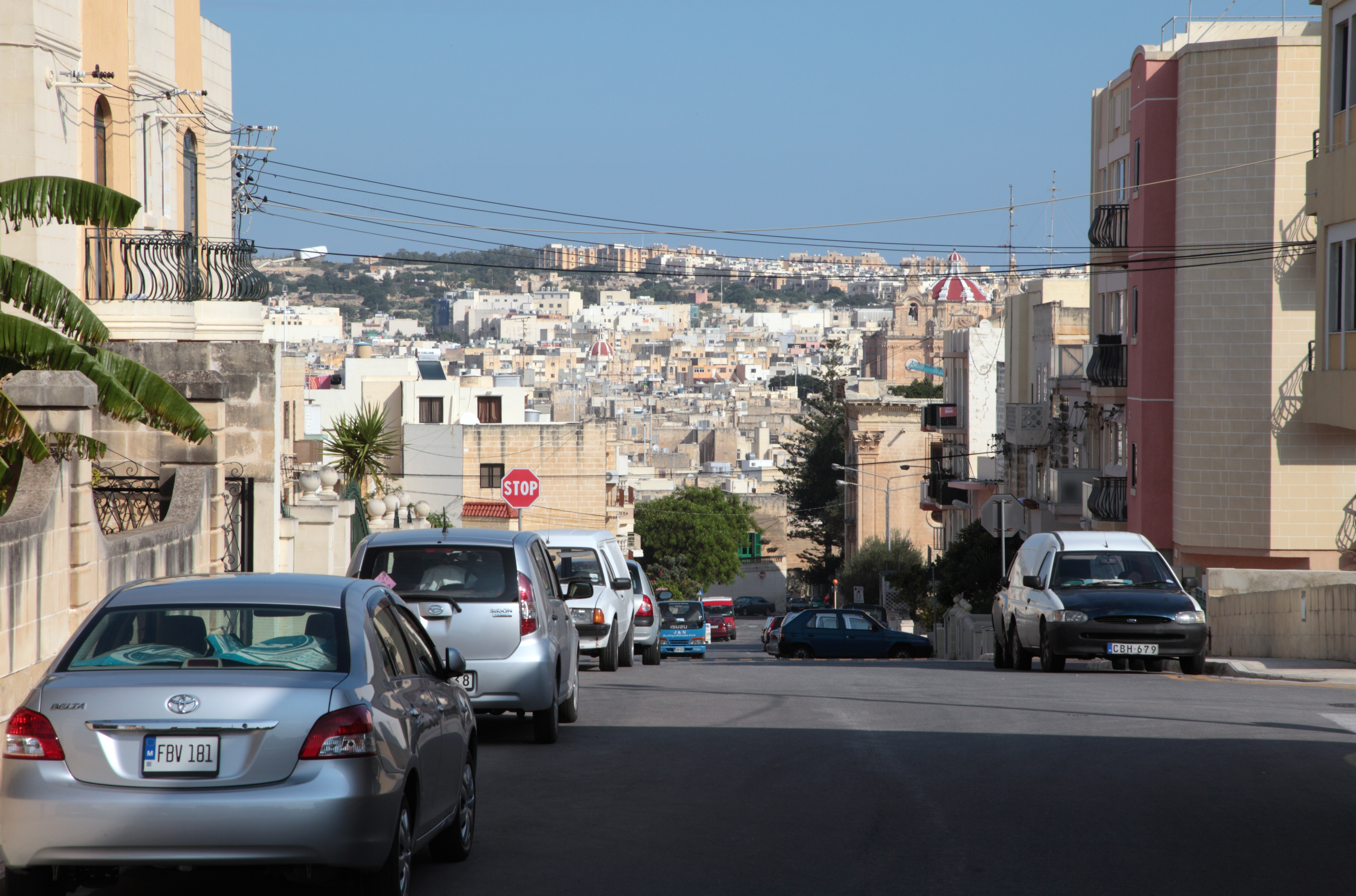
Widok ogólny

## Sport
W miejscowości funkcjonuje klub piłkarski Birkirkara FC. Powstał w 1950 roku. Obecnie gra w najwyższej maltańskiej lidze – Maltese Premier League.